# Taylor Caldwell
Janet Miriam Holland Taylor Caldwell, nota come Taylor Caldwell, Marcus Holland, Max Reiner e J. Miriam Reback (Manchester, 7 settembre 1900 – Greenwich, 30 agosto 1985), è stata una scrittrice britannica naturalizzata statunitense.

## Biografia
Taylor Caldwell nacque in Gran Bretagna da una famiglia di origine Scozzese. All'età di sei anni vinse una medaglia per un saggio su Charles Dickens. Nel 1907 emigrò negli Stati Uniti con i genitori, Arthur F. e Anna Caldwell, e il fratello minore. Il padre morì poco dopo il trasferimento e la famiglia lottò con varie difficoltà economiche. All'età di otto anni iniziò a scrivere storie, e ha scritto il suo primo romanzo, The Romance of Atlantis, all'età di dodici anni (anche se è rimasto inedito fino al 1975). Continuò poi a scrivere in modo prolifico, nonostante la cattiva salute.
Nel 1918-1919, prestò servizio nella Riserva della Marina degli Stati Uniti. Nel 1919 sposò William F. Combs. Nel 1920 nacque la loro figlia, Mary (conosciuta come "Peggy").  Dal 1923 al 1924 Taylor Caldwell è stata giornalista presso il Dipartimento del Lavoro dello Stato di New York a Buffalo. Nel 1924, ottenne un lavoro presso il Dipartimento di Giustizia degli Stati Uniti, come membro del Board of Special Inquiry (un tribunale per l'immigrazione) a Buffalo. Nel 1931 si laureò all'Università di Buffalo e divorziò da William Combs.
Taylor Caldwell sposò poi Marcus Reback, anch'egli impiegato presso il servizio di immigrazione e naturalizzazione degli Stati Uniti. Con Reback, ha avuto una figlia, Judith, nata nel 1932. Questo matrimonio durò per 40 anni, fino alla morte di Reback nel 1971.
Nel 1934 iniziò a lavorare sul romanzo La dinastia dell'oro, che lei e Reback completarono in collaborazione. Il libro fu pubblicato nel 1938 e divenne un best seller. "Taylor Caldwell" venne ritenuto da tutti un nome maschile e ci fu un certo scalpore quando si seppe che l'autrice era una donna. Nei successivi 43 anni, pubblicò altri 42 romanzi, molti dei quali best seller. Ad esempio, This Side of Innocence è stato il libro più venduto di fiction del 1946, rimanendo più di sei mesi nella lista dei best seller del New York Times, al primo posto per nove settimane. Nel 1947, secondo il Time, suo marito Marcus Reback scartò e bruciò i manoscritti di 140 romanzi inediti. I suoi lavori pubblicati vendettero circa 30 milioni di copie. Diventò benestante, viaggiò in Europa e altrove, ma continuò a vivere nei pressi di Buffalo.
I libri di Taylor Caldwell ebbero grandi vendite fino alla fine della sua carriera. Nel 1979 firmò un contratto di $ 3,9 milioni per due romanzi. Era di idee molto conservatrici e per un periodo scrisse per la rivista americana John Birch Society, American Opinion e fu persino associata all'antisemita Liberty Lobby.
Nel 1972 sposò William Everett Stancell, uno sviluppatore immobiliare in pensione, ma divorziò nel 1973. Nel 1978 sposò William Robert Prestie, un canadese. Questo matrimonio creò difficoltà con le figlie. Ebbe una lunga disputa con la figlia Judith a proposito della proprietà del padre, Marcus Reback; nel 1979 Judith si tolse la vita.
Sempre nel 1979, la scrittrice ebbe un ictus, che la privò della facoltà di parlare, sebbene potesse ancora scrivere (era diventata sorda già dal 1965 circa). Sua figlia Peggy accusò Prestie di aver maltrattato e sfruttato la Caldwell, e le accuse sfociarono in una battaglia legale sui considerevoli beni della romanziera.
Taylor Caldwell morì di infarto a Greenwich, nel Connecticut, il 30 agosto 1985.

## Tematiche
La storia e la religione sono tra le tematiche più frequentate dall'autrice. Fu tuttavia anche molto impegnata in senso sociale, contro la guerra, i fabbricanti di armi e le fortune economiche accumulate sullo sfruttamento. Di ambientazione storica o storico-religiosa sono: Cicerone, voce di Roma, Una stella su Antiochia (dedicato alla vita dell'Evangelista Luca), Il leone di Dio (dedicato alla vita di San Paolo Apostolo). Sono invece vicini al nostro tempo: La dinastia dell'oro, Prologo all'amore, Capitani e Re e Essere uomo, tutti assai famosi in Italia.

## Opere
- Dynasty of Death, Charles Scribner's Sons, 1938
  - La dinastia dell'oro, trad. it. di Maria Zotti e Giuseppina Ripamonti Perego, Baldini & Castoldi, 1940;
- The Eagles Gather, New York, Charles Scribner's Sons, 1940
  - Le aquile si radunano, trad. it. di Grazia Brambilla Pisoni;, Baldini & Castoldi, 1948
- The Earth Is the Lord's: A Tale of the Rise of Genghis Khan, New York, Literary Guild of America, 1940;
- Time No Longer, 1941;
- The Strong City, 1942
  - La roccaforte, trad. it. di Emilia Durini, Baldini & Castoldi 1951;
- The Arm and the Darkness, 1943;
  - Le spade del silenzio trad. it. di Ada Fava, Baldini & Castoldi, 1952;
- The Turnbulls, 1943;
  - La casa senza sole, trad. it. di Ada Fava, Baldini & Castoldi, 1953;
- The Final Hour, 1944;
  - L'ora finale, trad. it. di Grazia Brambilla Pisoni, Baldini & Castoldi, 1949;
- The Wide House, 1945
  - La grande casa, trad. it. di Sergio Monteverde Baldini & Castoldi, 1949;
- This Side of Innocence, 1946;
  - La riva degli innocenti, trad. it. di Fluffy Mazzucato, Istituto Editoriale Italiano, 1947;
- There Was a Time, 1947;
  - Sognare e soffrire, trad. it. di Adriana Valori Piperno, Casa Ed. Jandi-Sapi, 1949;
- Melissa, 1948;
  - Melissa, trad. it. di Ada Fava, Baldini & Castoldi, 1950;
- Let Love Come Last, 1949;
  - Lascia che amor sorrida, trad. it. di Ada Fava Baldini & Castoldi, 1950;
- The Balance Wheel, 1951 (in Gran Bretagna: The Beautiful Is Vanished)
  - I sogni non muoiono, trad. it. di Stefano Tramonte, Baldini & Castoldi, 1952;
- The Devil's Advocate 1952;
  - Tempo di amore, tempo di odio, trad. it. di S. Tramonte, Baldini & Castoldi, 1970;
- Maggie - Her Marriage, 1953;
- Never Victorious, Never Defeated, 1954;
  - Né vincitori, né vinti trad. it. di Maria Silvi, Baldini & Castoldi, 1956;
- Your Sins and Mine, 1955;
- Tender Victory, 1956;
  - Chi ama non è solo, trad. it. di Maria Silvi, Baldini & Castoldi, 1958;
- The Sound of Thunder, 1957;
  - Per te, la vita in dono, trad. it di Agnese Silvestri Giorgi, Baldini & Castoldi, 1959;
- Dear and Glorious Physician, 1958;
  - Una stella su Antiochia, trad. it. di Agnese Silvestri Giorgi, Baldini & Castoldi, 1961;
- The Listener, 1960;
  - Il mio cuore ti ascolta, trad. it. di Agnese Silvestri Giorgi, Baldini & Castoldi, 1962;
- A Prologue to Love, Reback & Reeback, 1961;
  - Prologo all'amore, trad. it. di Agnese Silvestri Giorgi, Baldini & Castoldi, 1964;
- The Late Clara Beame, 1963;
  - La defunta Clara Beame (con L'angelo perverso), Baldini & Castoldi, 1967;
- Grandmother and the Priests, 1963 (in Gran Bretagna: To See the Glory);
  - La nonna e i servi di Dio, trad. it di Agnese Silvestri Giorgi, Baldini & Castoldi, 1965;
- A Pillar of Iron, 1965;
  - Cicerone, voce di Roma, trad. it. di Agnese Silvestri Giorgi, Baldini & Castoldi, 1966;
- Wicked Angel, 1965;
  - L'angelo perverso (con La defunta Clara Beame);
- No One Hears But Him, 1966;
  - Solo Lui ascolta, trad. it. di Giorgio U. Donadio, Baldini & Castoldi, 1968;
- Dialogues with the Devil, 1967;
- Testimony of Two Men, Garden City, N. Y. : Doubleday, 1968;
  - Il sapore dell'odio, trad. it. di Mario Lamberti, ed. Accademia, 1972;
- Great Lion of God, 1970;
  - Il leone di Dio, trad. it. di Maria Basaglia,  A. Mondadori, 1972;
- On Growing Up Tough, 1971;
- Captains and the Kings, Fawcett Pubblications, 1972;
  - Capitani e Re, trad. it. di Adriana Macchetta, Ed. Accademia, 1974;
- To Look and Pass, 1973;
- Glory and the Lightning, Fawcett, 1975;
  - Gloria e splendore, trad. it. di Maddalena Biro, Ed. Accademia, 1977;
- The Romance of Atlantis (con Jess Stearn), Fawcett Pubblications, 1975;
- Ceremony of the Innocent, 1976;
- I, Judas (con Jess Stearn), 1977;
  - Io, Giuda, trad. it. di Bruno Oddera, A. Mondadori, 1977
- Bright Flows the River, 1978;
  - Vivido scorre il fiume, trad. it. di Mercedes Giardini Ozzola, Ed. Dall'Oglio, 1981;
- Answer As a Man, 1980;
  - Essere uomo, trad. it. di Mercedes Giardini Ozzola, Ed. Dall'Oglio, 1982;
- Unto All Men, 2012;